# Електричний велосипед

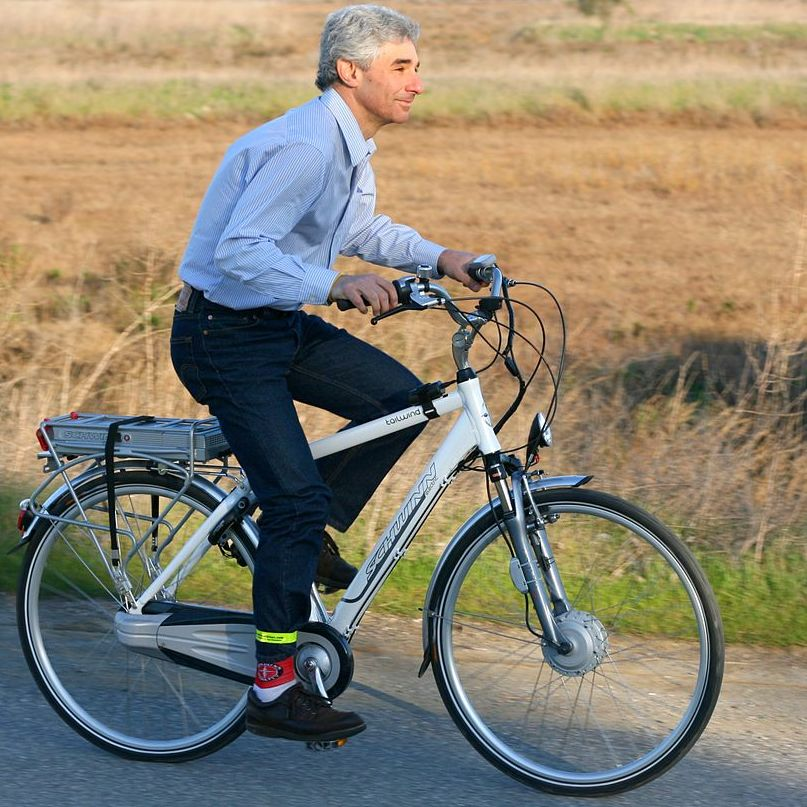
Електровелосипед з мотором на передньому колесі, акумулятор встановлено під багажником

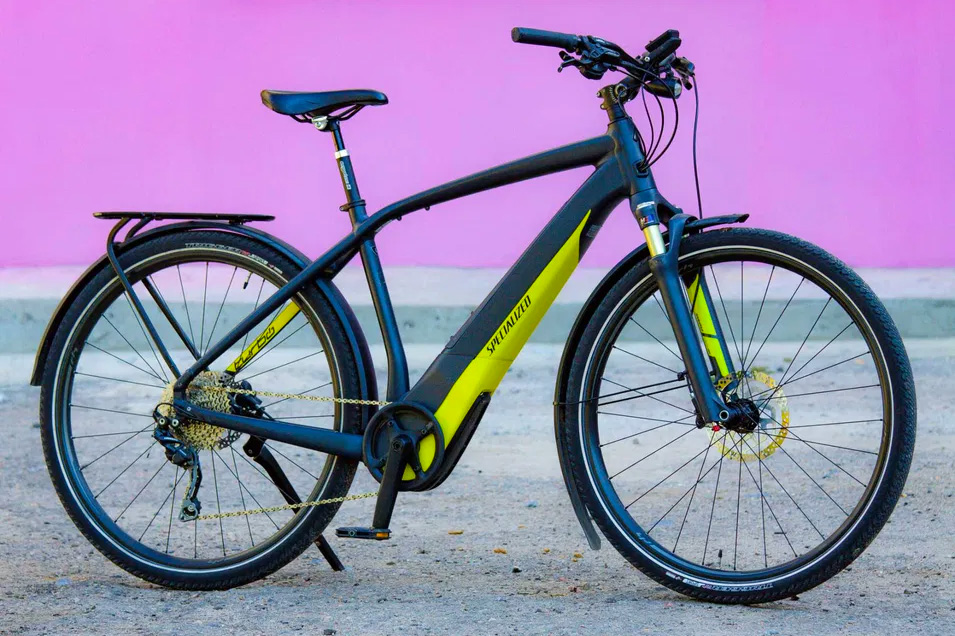
Сучасний електробайк Specialized TURBO VADO 3.0

Електричний велосипед (е-байк (англ. e-bike, педелек (англ. pedelec)) — один із видів механічних транспортних засобів, що схожий на велосипед, та приводиться у рух за допомогою електродвигуна а також силою м'язів; електричний привід може частково або повністю забезпечувати рух електричного велосипеда.
Від звичайного велосипеда відрізняється наявністю трьох додаткових компонентів: електродвигуна, акумулятора та мікроконтролера. На відміну від мотоцикла або моторолера, електровелосипед можна також зрушити педалями.
Класичний електричний велосипед оснащений електродвигуном і акумулятором можна перевозити в поїздах, автобусах, або міському громадському транспорті.
2010 року в Європі продано 700 тисяч електрифікованих велосипедів. У Китаї 2010 року на дорогах було 120 млн електричних велосипедів.
Завдяки маневреності, екологічності, малій вазі і дешевизні електровелосипеди дуже поширені у службах доставки. Маневреність дозволяє їм не зважати на дорожні затори. Однією з подібних українських розробок є електровелосипед «Delfast Top 3.0», що має запас ходу у 320 км.

## Загальна характеристика

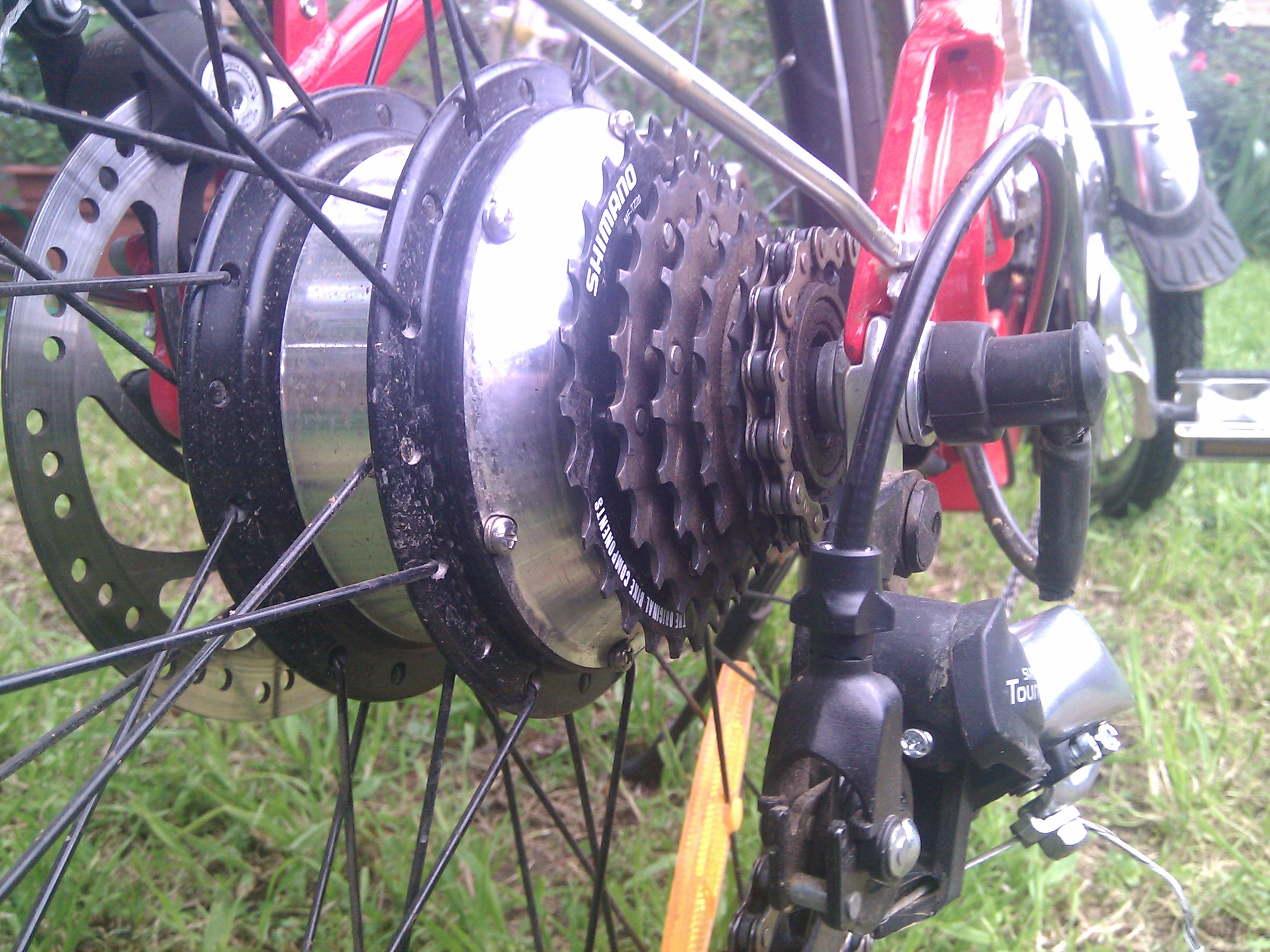
Привід вмонтований в маточину заднього колеса велосипеда

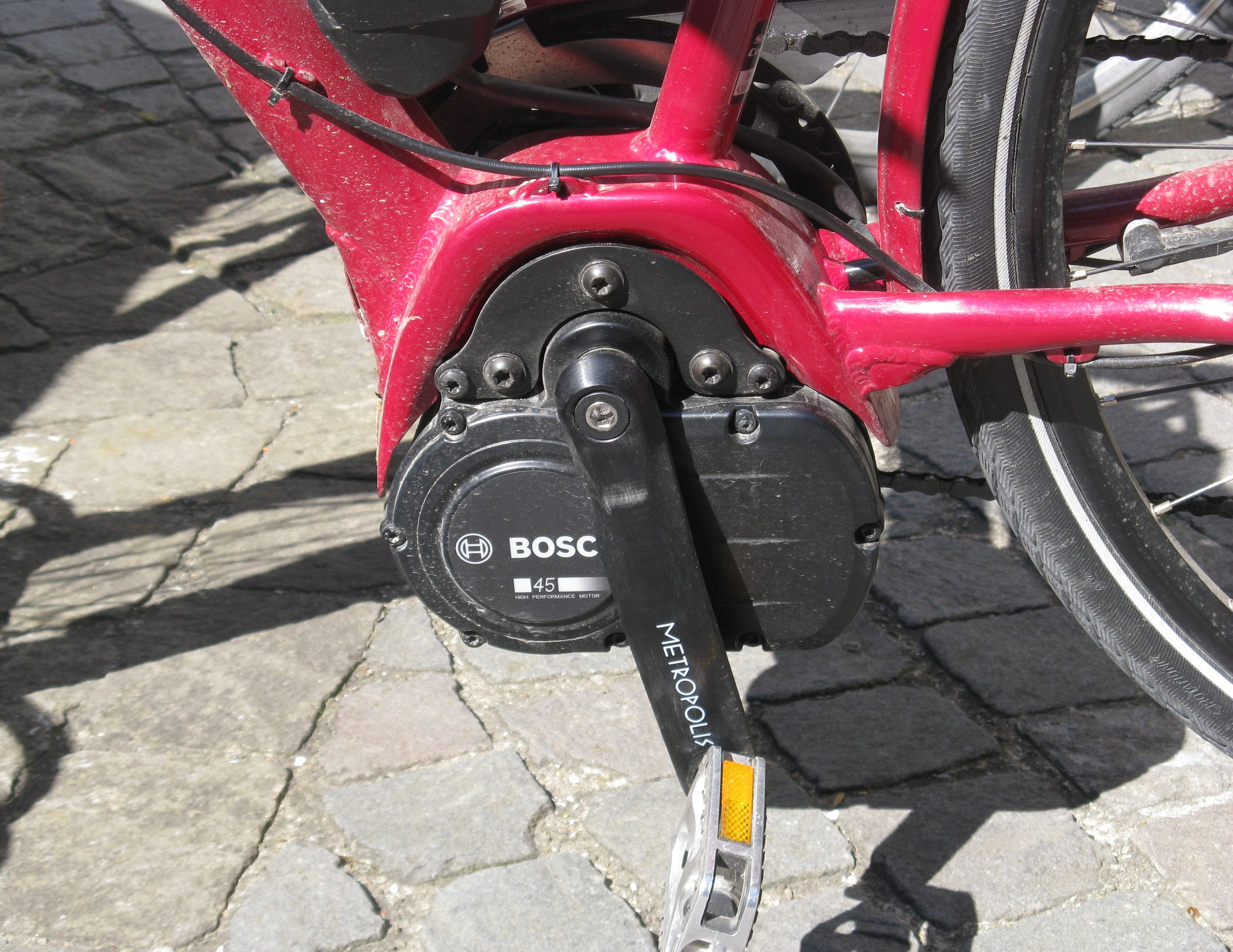
Привідний блок системи Pedelec фірми Bosch (перше покоління)

Автономність електровелосипедів залежить від ємності акумуляторів і, як правило, становить від 40 до 100 км. Якщо двигун велосипеда розвиває швидкість, що вища за 25 км/год і потужність, що більша за 250 Вт — такі електровелосипеди в низці країн вважають за мопеди. Діапазон швидкості в більшості електричних велосипедів може досягати до 30 км — 40 км/год. Максимальна швидкість обмежена: в Канаді — 32 км/год 500Вт, США — 32 км/год 750 Вт, в Німеччині 25 км/год.
Використання електричних велосипедів дуже просте. Двигун вмикають, при потребі, або під час руху в гору. Вимкнення/ увімкнення, зазвичай, виконується дроселем на кермі. Двигун працює з потужністю в діапазоні між 180 і 250 Вт. Педалі можна використовувати для продовження руху після вимкнення двигуна. В системі приводу використовують безколекторний двигун.
Як джерело енергії широко застосовують літій-іонні (Li-ion) акумулятори ємністю 12-24 А/год та напругою 24, 36В. Для потужніших моторів використовують більшу напругу — 72 або 96 В. Електронний контролер керує обертами двигуна та різними режимами роботи. Спожиток енергії може відображатись на індикаторі, що міститься на кермі або на корпусі батареї.
Щоб зарядити акумулятор, використовують спеціальний зарядний пристрій з живленням від стандартної розетки. Час заряджання становить близько 3-5 годин, а пробіг від одного заряду сягає до 100 км. Кількість циклів заряджань літієвої батареї становить приблизно 1000, а термін придатності в кілька років. Продуктивність акумулятора дещо знижується з часом. На більшості моделей батарею установлено як з'ємний компактний картридж для зручності обслуговування.
Вартість ужитку електричних велосипедів набагато менша, ніж у випадку транспортних засобів обладнаних двигуном внутрішнього згоряння. На відміну від ДВЗ, електродвигун працює майже безшумно.
Електровелосипеди мають більшу вагу, ніж традиційні і вона сягає близько 20-30 кілограмів.
Станом на 2017 рік, вартість велосипеда системи Pedelec склададає приблизно 1800—2400 Євро.

## Двигун та система приводу

Електровелосипед типу E-Bike, ручкою газу вмикають двигун та регулюють швидкість руху. Педалювання не потрібне, їзда подібна до електроскутера.

Електровелосипед типу Pedelec. Двигун діє лише при натисканні на педаль, таким чином зменшує зусилля та значно полегшує педалювання. Швидкість руху залежить від вибраного режиму електросистеми, частоти обертання педалей та перемикання передач на задньому колесі.

В електровелосипедах використовують безколекторні електродвигуни постійного струму напругою від 12 до 48 V.
Традиційно вони вмонтовані в маточину одного з двох коліс (так зване «мотор-колесо»). «Мотор-колесо» — до певного часу було найбільш розповсюдженою моделлю приводу.
Останнім часом деякі виробники пропонують привідні блоки які легко монтують в кареточну втулку, їх можна самостійно встановлювати на будь-який велосипед без переробки конструкції.
Окремим видом приводу електровелосипедів є система Pedelec (pedelec, словозлиття від pedal electric cycle).
Велосипеди Pedelec є найближчими до самого принципу велосипедної їзди: щоб рухатись, потрібно крутити педалі.
Такі велосипеди оснащені спеціальним активним приводом в якому електродвигун вмонтовано в кареточний вузол педалей, так званий «середній двигун». Двигун діє лише при натисканні на педаль, таким чином зменшує зусилля та значно полегшує педалювання. Датчики системи вираховують силу докладеного зусилля, частоту обертів педалей та посилають сигнал на електродвигун який імпульсно «підштовхує» велосипед.
Заднє колесо таких велосипедів має звичайну конструкцію з багатошвидкісною планетарною втулкою, або з багатозірковою перекидною системою яка дає можливість підбору швидкості руху. Якщо відімкнути електричну систему, привід працює від педалей як на звичайному велосипеді.
Значних успіхів у виробництві активних блоків Pedelec досягли фірми Bosch та Yamaha. Більшість виробників електровелосипедів оснащують свою техніку досконалими приводами цих фірм. Велосипеди системи Pedelec є наймасовішим та найперспективним видом електровелосипедів.
В деяких конструкціях Pedelec, система контролю встановлюється в кареточному вузлі а двигун в колесі.

## Батареї
Станом на 2017 рік як джерело енергії переважно застосовують літій-іонні (Li-ion) акумулятори ємністю 12-24 А/год та напругою 24 -36В. Час заряду батареї становить близько 3-5 годин, а пробіг від одного заряду до 100 км.
Акуумулятор витримує до 1000 циклів зарядки, яка в нормальних умовах відповідає пробігу в 30-70 тис. км.

## Галерея
| Привідний блок встановлений в кареточний вузол звичайного велосипеда | Педелек з привідним блоком Yamaha                                                                 | Електровелосипед з причепом, Японія (2009) | Поштовий електровелосипед з приводом системи Pedelec, Німеччина | eROCKIT Стефана Гуласа            |
|                                                                      |                                                                                                   |                                            |                                                                 |                                   |
| Педелек Agattu-Impulse-Serie фірми Kalkhoff, Німеччина (2014)        | Педелек фірми Riese und Müller, Німеччина. Двигун в задньому колесі, акумулятор вмонтовано в раму | Електровелосипеди в Утрехт, Нідерланди     | Електровелосипед в Хоф, Зальцбург (Німеччина)                   | "Gocycle", Велика Британія (2010) |